# Лобаново (село, муниципальное образование город Ефремов)
Лобаново — село в Тульской области России.
В рамках административно-территориального устройства является центром Лобановского сельского округа Ефремовского района, в рамках организации местного самоуправления входит в муниципальное образование город Ефремов со статусом городского округа.

## География
Расположено в 11 км к юго-востоку от города Ефремов.

## Население
| 2002 | 2004  | 2010 |
| ---- | ----- | ---- |
| 1026 | ↗1078 | ↘917 |